# PSD3
PSD3‏ (Pleckstrin and Sec7 domain containing 3) هوَ بروتين يُشَفر بواسطة جين PSD3 في الإنسان.